# Seleção Brasileira de Hóquei sobre a Grama Masculino
A Seleção Brasileira de Hóquei Sobre a Grama Masculino é a equipe nacional que representa o Brasil em competições internacionais de hóquei sobre a grama. A seleção é gerenciada pela Confederação Brasileira de Hóquei sobre a Grama e Indoor (CBHG).
O país nunca havia se classificado para uma edição dos Jogos Olímpicos, mesmo sendo sede em 2016, no Rio de Janeiro, a seleção só iria disputar as Olimpíadas caso terminasse o pan-americano 2015 na sexta colocação, uma situação complicada, já que o mesmo não possui tradição no esporte.
No dia 21 de julho de 2015, a Seleção Brasileira derrota os Estados Unidos nos pênaltis por 3 a 1, após um empate no tempo normal em 1 a 1, pelas quartas de finais do pan-americano, conseguindo sua classificação às Olimpíadas pela primeira vez na história.

## História
Em 1998, em Santiago, no Chile, no 5º Campeonato Sul-Americano, ocorre a estréia da primeira seleção brasileira de hóquei sobre a grama, tendo conseguido alcançar a quarta posição por duas vezes, em 2008 e 2010. Já em 2000, a seleção participa da primeira seletiva para a Copa Pan-Americana daquele ano, sem sucesso.
Em 2011, em um triangular disputado no Rio de Janeiro, contra Uruguai e Paraguai, o Brasil consegue a segunda posição e classifica-se para a Copa Pan-Americana de 2013, em Toronto.
Em 2012, o país participou pela primeira vez do processo qualificatório para os Jogos Olímpicos, quando a seleção nacional foi convidada pela Federação Internacional de Hóquei (FIH) por desistência de Cuba. Com a oportunidade para dar experiência internacional ao time, a CBHG aproveita para fazer uma turnê internacional como preparação para o Pré-Olímpico. A equipe disputa amistosos em Portugal, Holanda e Qatar, antes de seguir viagem para o Japão. No Torneio Pré-Olímpico, o Brasil perdeu todos os seus jogos e terminou na sexta colocação entre seis equipes; ainda assim, recebeu da organização o Troféu Fair-Play.
Em 2013, a seleção brasileira conseguiu sua primeira medalha na história do Campeonato Sul-Americado, disputado no Chile. Após esta competição, o Brasil participou de uma etapa da World League, sediada no Rio de Janeiro, onde acumulou experiência e enfrentou seleções de grande porte.

## Melhores classificações
- Jogos Olímpicos - 12º lugar em 2016
- Campeonato Mundial - Nunca participou da competição.
- Champions Trophy - Nunca participou da competição.
- Liga Mundial - 31º lugar em 2012-13
- Jogos Pan-Americanos - 4º lugar em 2015
- Copa Pan-Americana - 5º lugar em 2017
- Campeonato Sul-Americano - 3º lugar em 2013